# Neoperlops vietnamellus
Neoperlops vietnamellus är en bäcksländeart som beskrevs av Cao och Bae 2008. Neoperlops vietnamellus ingår i släktet Neoperlops och familjen jättebäcksländor. Inga underarter finns listade i Catalogue of Life.